# Rodéo Princess 2
 (avril 2015).
Si vous disposez d'ouvrages ou d'articles de référence ou si vous connaissez des sites web de qualité traitant du thème abordé ici, merci de compléter l'article en donnant les références utiles à sa vérifiabilité et en les liant à la section « Notes et références ».
Pour plus de détails, voir Fiche technique et Distribution.
L'été de Dakota (titre original : Dakota's Summer) est un film américain réalisé par Timothy Armstrong, sorti en 2014. 

## Synopsis
Dakota est une jeune adolescente de 18 ans qui pratique le rodéo dans une troupe de spectacles "Les SweetHearts".  Après avoir appris qu'elle est une enfant adoptée, elle change de vie pour partir dans le ranch de son grand-père. A la recherche de ses parents et au contact d'enfants "difficiles", elle se découvre une nouvelle vie. 

## Distribution
- Haley Ramm : Dakota Rose
- Keith Carradine : Austin Rose
- Emily Bett Rickards : Kristin
- Marin Hinkle : Clara
- Julie Ann Emery : Annie
- Bryan Dechart : Taylor Chase
- Spencer Boldman : Bryce
- Leslie-Anne Huff : Madison
- Glynn Turman : Issac
- Kimberly Whalen : Dawn
- Derrick Strickland : Blake
- Mark Nutter : Walker Rose
- Liz Mikel : Ms. Judd